# Windows Defender
Windows Defender tidligere kendt som Microsoft AntiSpyware, er et software-produkt, der hjælper med at bekæmpe malware. Windows Defender var oprindeligt et antispyware-program, det er inkluderet i Windows Vista og Windows 7 og er tilgængelig som en gratis download til Windows XP og Windows Server 2003. I Windows 8, er det imidlertid opgraderet til et antivirus-program.

## Grundlæggende funktioner
Før Windows 8 udkom, featured Windows Defender antispyware kapaciteter. Det omfattede en række real-time sikkerhedsagenter der overvåges flere fælles områder af Windows for ændringer, der kan være forårsaget af spyware. Den omfattede også mulighed for nemt at fjerne installerede ActiveX software. Også integreret understøttelse af Microsoft SpyNet der giver brugerne mulighed for at rapportere til Microsoft, hvad de anser for at være spyware, og hvilke programmer og styreprogrammer de tillader at blive installeret på deres system. I Windows 8, er funktionaliteten steget til at tilbyde antivirus beskyttelse. Windows Defender i Windows 8 ligner Microsoft Security Essentials, og bruger de samme virusdefinitioner.

## Historie

### Beta
Windows Defender er baseret på GIANT AntiSpyware , som oprindeligt blev udviklet af GIANT Company Software, Inc. Selskabets overtagelse blev annonceret af Microsoft den 16. december 2004.
Den første beta version af Microsoft AntiSpyware blev udgivet den 6. januar 2005 og var dybest set et ompakket GIANT AntiSpyware. Flere builds blev frigivet i 2005, den sidste Beta 1 refresh blev udgivet den 21. november 2005.

### Generel tilgængelighed
Den 24. oktober 2006, blev Windows Defender frigivet. Det understøtter Windows XP og Windows Server 2003, men i modsætning til de betaer, betyder det ikke køre på Windows 2000.

### Konvertering til antivirus
Windows Defender blev udgivet sammen med Windows Vista og Windows 7, og var et indbyggede antispyware-komponent. Da Windows 8 blev udgivet, i 2012, afløste Microsofts nye antivirusprogram Microsoft Security Essentials Windows Defender. Det er et antimalware produkt fra Microsoft, som giver beskyttelse mod en bredere vifte af malware..